# Guajirolus ektrapeloglossa
Guajirolus ektrapeloglossa is een haft uit de familie Baetidae. De wetenschappelijke naam van de soort is voor het eerst geldig gepubliceerd in 1985 door Flowers.
De soort komt voor in het Neotropisch gebied.